# 尚恭

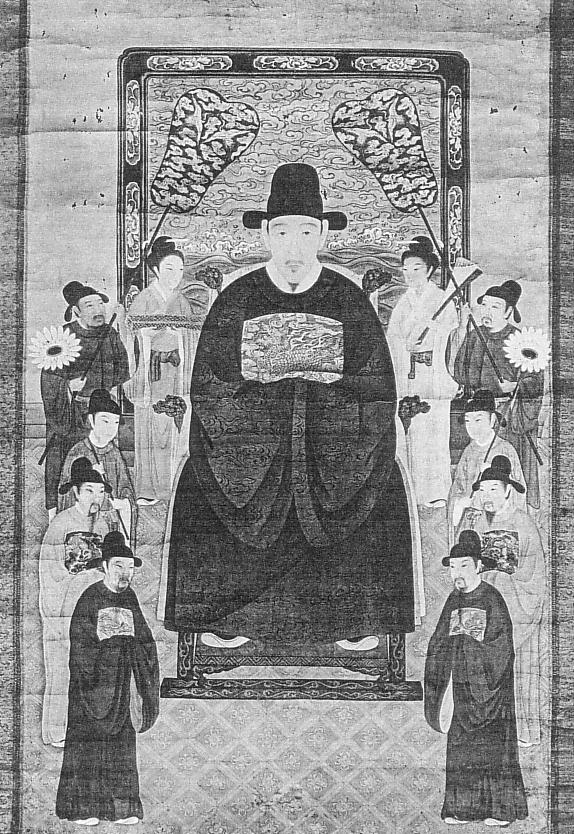
尚恭

尚恭（1612年3月8日—1631年3月22日）是琉球國第二尚氏王朝王族。他是尚豐王的長子，尚梅岩（我謝上森按司加那志）所生。和名浦添王子朝良，童名真三良金。
據《球陽》記載，1620年（萬曆四十八年），尚寧王無子，群臣商議立尚恭為世子。同年尚寧王病逝。因世子尚恭年僅九歲，不能臨朝治國，三司官毛鳳朝（讀谷山親方盛韶）提議先擁立尚恭之父尚豐（中城王子朝昌）為王。於是尚豐王即位，立尚恭為世子。
1631年，尚恭未即位而卒，年僅20歲。葬之於玉陵，祀於天界寺。尚豐王哀痛不已，於是封尚恭的女兒思乙金為浦添按司加那志，是為向姓高嶺家之祖。

## 家族
- 父：尚豐王
- 母：我謝上森按司加那志尚梅岩（尚宏之女）
- 弟：尚文（中城王子朝益）

- 妻：城間翁主（童名真加戸樽金，毛泰運（豐見城親方盛良）之女）
- 女：浦添翁主（童名思乙金，號花牖。向姓高嶺家一世）